# Gymnote (1888)
Il Gymnote, varato nel 1888, fu il primo sommergibile lanciasiluri operativo in Francia e nel mondo. Il primo sommergibile in assoluto nella Marine nationale fu invece il Plongeur, varato nel 1863.

## Storia
Il Gymnote è un sommergibile elettrico progettato dai francesi Henri Dupuy de Lôme e Gustave Zédé. Esso fu costruito a Mourillon sotto la direzione dell'ingegnere del genio navale Gaston Romazzotti (sposato con la nipote di Gustave Zédé).
Arthur Krebs, famoso per il successo del suo motore elettrico su dirigibile La France nel 1884, progetta tutta la parte elettrica e meccanica del sommergibile e dirige la sua costruzione dal servizio incendi della città di Parigi dove lui è l'ingegnere-maggiore. Egli dota anche il Gymnote di un periscopio e di un giroscopio elettrico.
Il Gymnote effettua la sua prima uscita in mare il 17 novembre 1888, con a bordo Zédé e Romazzoti. Lungo 17 metri, manovrato da un equipaggio di 5 uomini, esso era propulso da un motore elettrico multipolare di 60 cv alimentato da una batteria Commelin et Desmazures composta da 564 accumulatori: esso raggiungeva una velocità di 8 nodi in superficie e di 4 in immersione.
La costruzione del Gymonte fu decisa dell'ammiraglio Théophile Aube, capofila della Jeune École, dottrina navale che immaginava il ricorso a una moltitudine di piccole unità - piccole navi equipaggiate di siluri principalmente - piuttosto che a grandi navi di linea corazzate.
Concretizzazione delle speranze della Jeune École, il Gymnote riuscì nel 1890 per primo a forzare un blocco navale, immergendosi sotto lo scafo di una corazzata senza essere visto.
L'ufficiale di marina Louis Jaurès, fratello minore di Jean, partecipa alle prove in mare nel 1888.
Il nome Gymnote deriva da Gymnotus, genere di pesci ossei elettrofori appartenenti alla famiglia Gymnotidae.